# Saint-Martin-sur-Ocre (Loiret)
Saint-Martin-sur-Ocre is een gemeente in het Franse departement Loiret (regio Centre-Val de Loire). De plaats maakt deel uit van het arrondissement Montargis. Saint-Martin-sur-Ocre telde op 1 januari 2022 1.225 inwoners.

## Geografie
De oppervlakte van Saint-Martin-sur-Ocre bedroeg op 1 januari 2022 15,79 vierkante kilometer; de bevolkingsdichtheid was toen 77,6 inwoners per km².

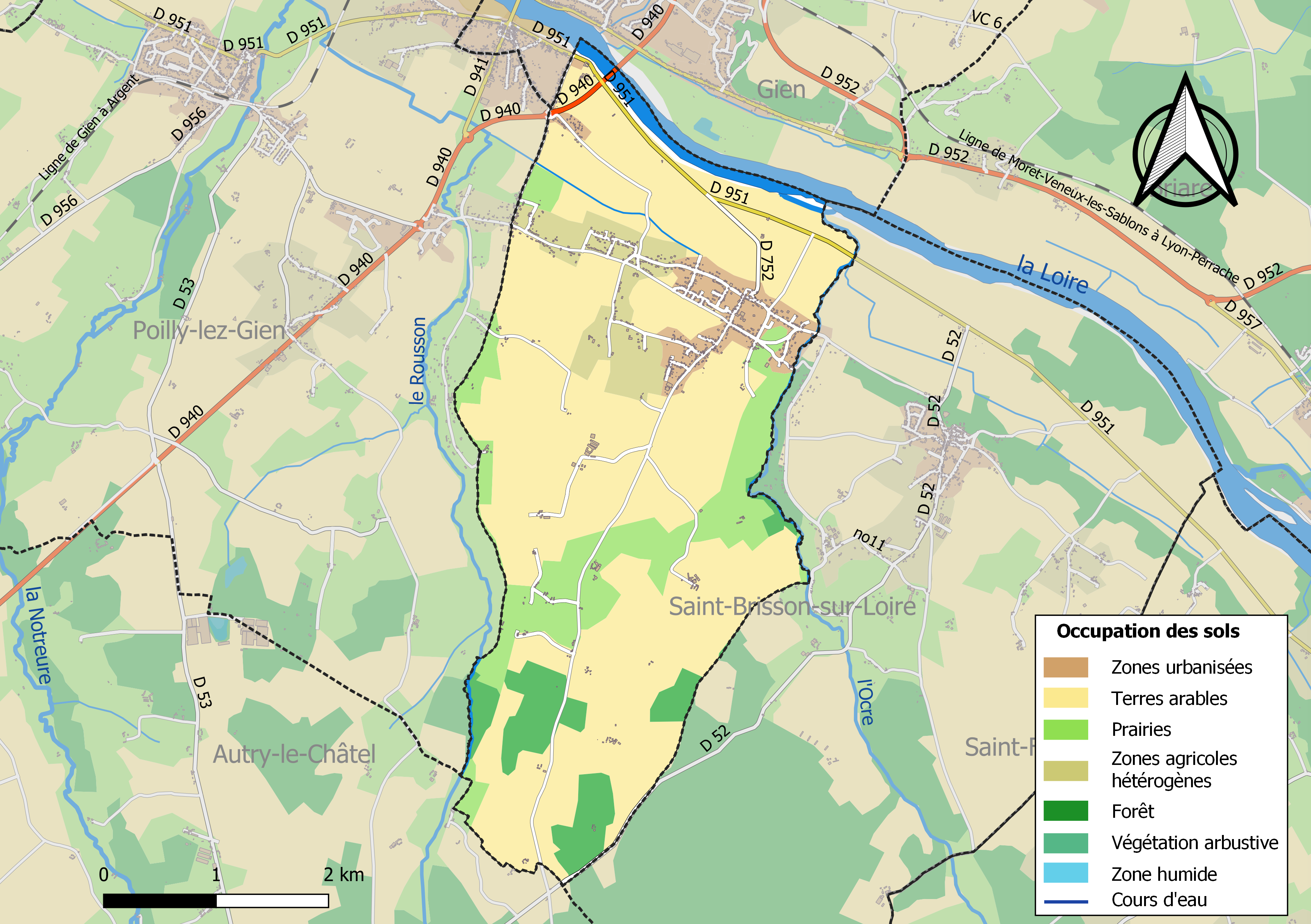
Kaart van de gemeente met de belangrijkste infrastructuur, bodemgebruik en omliggende gemeenten

## Demografie
Onderstaande figuur toont het verloop van het inwonertal (bron: INSEE-tellingen).